# Groovebox

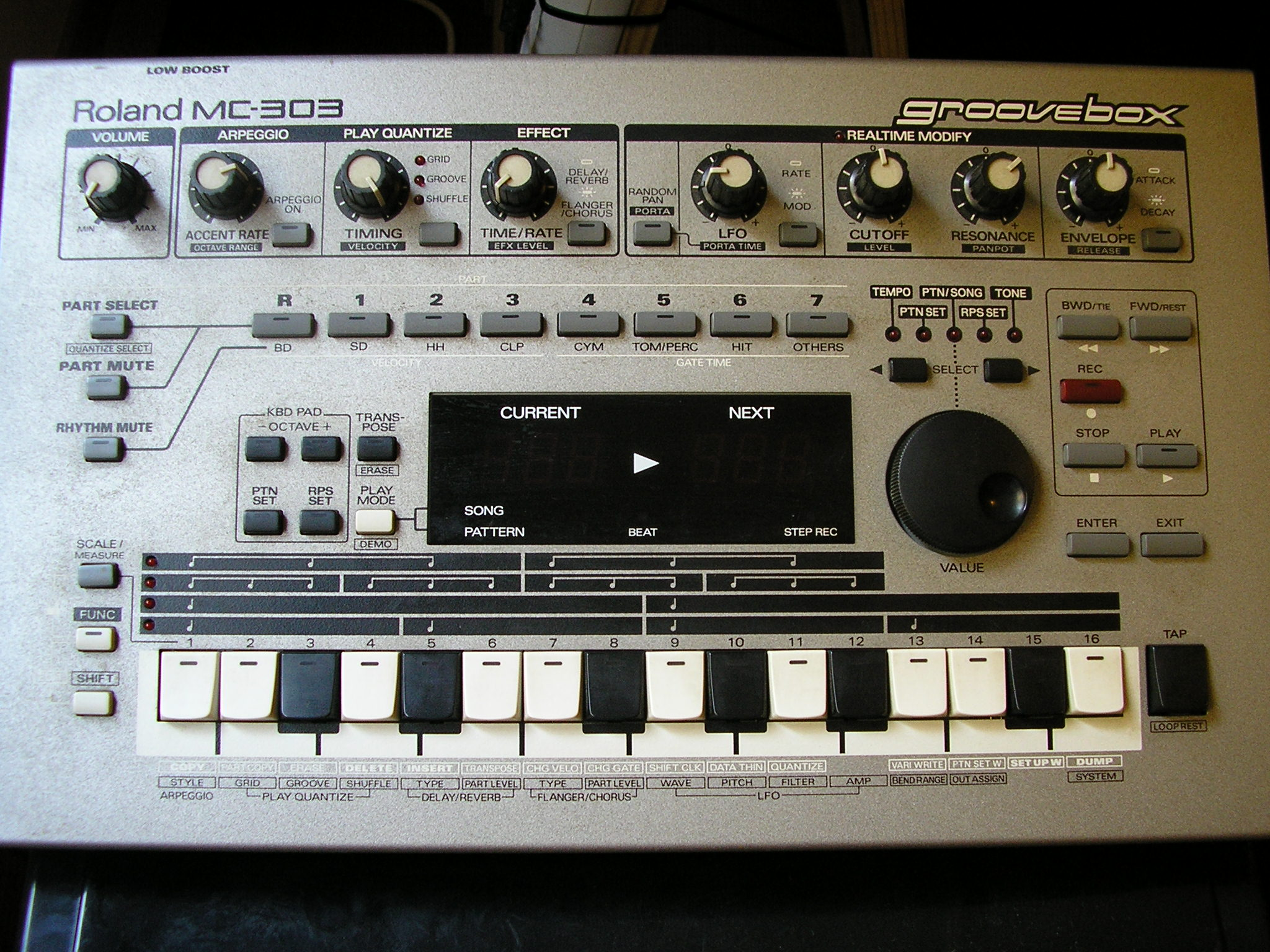
Mit der MC-303 etablierte Roland 1996 die Instrumentengattung Groovebox.

Der Begriff Groovebox wurde von Roland mit der MC-303 (1996) geprägt. Man bezeichnet damit meist eine Kombination aus Sampler oder ROM-Sampler/Synthesizer, Sequenzer und Drumcomputer.
Das Konzept wurde stetig weiterentwickelt; heute sind Grooveboxen oft vollwertige Produktionszentralen. Vor allem zur Produktion von Electro, Techno, House und Hip-Hop sind diese Geräte beliebt. Aber auch Indietronica-Gruppen wie Duo505 verwenden Grooveboxen. Geschätzt wird an Grooveboxen von vielen die intuitive Bedienung, die Unabhängigkeit vom PC bzw. Tonstudio und die unmittelbare Eingriffsmöglichkeiten in das Abspielgeschehen. Während bei der MC-303 und anderen frühen Geräten dieser Gattung noch großer Wert auf die mitgelieferten Pattern gelegt wurde und Ästhetik, Sounds und Bedienführung auf eher spielerischen Ansatz ausgelegt waren, steht heute die ernsthafte Produktion im Vordergrund – vor allem durch ein großes Display, vielfältige Klangerzeugungsmöglichkeiten (einschließlich Sampling) und einen umfangreichen Sequenzer. Im Liveeinsatz gelten Grooveboxen als besonders zuverlässig.
Wie bei früheren Hardware-Sequenzern und anderen ähnlichen Geräten wird mit einer Groovebox pattern-basiert gearbeitet, d. h. die eingegebenen MIDI-Daten sind in sich wiederholenden Blöcken von 1 bis 32 Beats Länge gespeichert. Variationen können durch Stummschalten einzelner MIDI-Spuren, den Einsatz eines Low Frequency Oscillators, manuelle Filterverläufe oder Anwahl eines neuen Patterns eingebracht werden. Teilweise haben Grooveboxen eine umfangreiche Auswahl an Effekten wie Chorus, Flanger, Hall und Echo und weitere Spielhilfen wie z. B. einen Arpeggiator, mit dem aus einer einzelnen Note oder einem Akkord Arpeggios entstehen. Schlagzeug-Pattern können mit der sogenannten Lauflichtprogrammierung erstellt werden.
Erwähnenswert sind auch die Geräte der MPC-Serie von Akai, die zwar selbst nicht der Groovebox-Gattung zuzuordnen sind, aber einen ähnlichen Markt bedienen. Sie sind mit umfangreichen Sampling-Funktionen ausgestattet und vor allem im Hip-Hop-Bereich beliebt.

## Bekannte Beat- und Groove-Boxen
- Roland D-2, MC-303, MC-09, MC-307, MC-505, MC-808, MC-909, MC-101/707
- Korg Electribe A (EA-1), Electribe R (ER-1), Electribe S (ES-1), Electribe M (EM-1), Electribe SX (ESX), Electribe MX (EMX), Electribe 2
- Yamaha RM1x, SU 200, SU 700, RS7000, AN200, DX200, QY70, QY100, DJX-IIb (Beatbox)
- Radikal Technologies Spectralis
- Elektron Machinedrum, Monomachine
- Native Instruments Maschine +
- Synthstrom Deluge

## Groove-Synths und -Keyboards
- Roland  JX-305,  EG-101
- Yamaha  DJX-I,  DJX-II